# Malavalli Taluk
Malavalli Taluk är ett underdistrikt i Indien.   Det ligger i delstaten Karnataka, i den södra delen av landet, 1 800 km söder om huvudstaden New Delhi.